# Peaceful Journey
A Peaceful Journey című album Heavy D & The Boyz együttes 3. albuma.
Az album 1991. július 2-án jelent meg az Uptown Records kiadásában. Az album elkészítésében segédkezett Pete Rock, DJ Eddie F, Teddy Riley, Marley Marl és Howie Tee. A csapat tagja volt még Trouble T Roy, aki az album kiadása előtt hunyt el, így a többi albumot tisztelettel ajánlották fel neki. Az album nem volt olyan sikeres, mint az előző album Big Tyme, de elérte a platina státuszt, így a Billboard listán a 21. helyig jutott, a Top R&B és Hip-Hop Album listán pedig az 5. helyig. 
Az albumról kimásolt kislemezek, többek között a Now That We Found Love című az angol lista 2. helyéig, míg az amerikai lista 11. helyéig jutott. Az albumon több vendégművész is közreműködik, mint például Aaron Hall, Big Daddy Kane, Grand Puba, Kool G, Q-Tip, Pete Rock & CL Smooth, Daddy Fredd és K-Ci & JoJo. Az Is It Good To You című dal filmzeneként is szerepelt a Juice című filmben.

## Számlista
1. "Now That We Found Love" feat. Aaron Hall – 4:16
2. "Let It Rain"- 4:15
3. "I Can Make You Go Oooh"- 3:51
4. "Sister Sister"- 4:39
5. "Don't Curse" feat. Big Daddy Kane, Grand Puba, Kool G. Rap, Q-Tip & Pete Rock & CL Smooth- 5:53
6. "Peaceful Journey" feat. K-Ci & JoJo- 6:05
7. "The Lover's Got What U Need"- 4:02
8. "Cuz He'z Alwayz Around"- 4:40
9. "Is It Good to You"- 4:51
10. "Letter to the Future"- 4:49
11. "Swinging With Da Hevster"- 4:20
12. "Body and Mind" feat. Daddy Freddy- 4:20
13. "Do Me, Do Me"- 4:11
14. "Somebody for Me"- 6:01

## Felhasznált zenei alapok
- "Do Me, Do Me"
  - "Funky President"  James Brown dal
- "Don't Curse"
  - "Hip Hug-Her"  Booker T. & the M.G.'s dal
  - "Just Rhymin' With Biz"  Big Daddy Kane feat. Biz Markie
- "Is It Good to You" dal
  - "Mama Used to Say"  Junior
- "Letter to the Future" dal
  - "Who's Gonna Take the Weight"  Kool & the Gang dal
  - "Peace of Mind"  S.O.U.L. dal
- "Now That We Found Love"
  - "Now That We Found Love"  Third World dal
- "Peaceful Journey"
  - "Funky Drummer"  James Brown dal
  - "This Place Hotel (Heartbreak Hotel)"  The Jackson 5 dal
- "The Lover's Got What You Need"
  - "Love Hangover"  Diana Ross dal
  - "Hot Pants (Bonus Beats)"  Bobby Byrd dal

## Slágerlista
| Lista (1991)              | Peak Pozíció |
| ------------------------- | ------------ |
| Billboard Pop Albums      | 21           |
| Billboard Top Soul Albums | 5            |

### Kislemezek
| Év   | Kislemez                 | Helyezések | Helyezések | Helyezések |
| Év   | Kislemez                 | US Pop     | US R&B     | US Rap     |
| ---- | ------------------------ | ---------- | ---------- | ---------- |
| 1991 | "Is It Good To You"      | 32         | 13         | 12         |
| 1991 | "Now That We Found Love" | 11         | 5          | 4          |
| 1992 | "Don't Curse "           | -          | -          | 8          |

## Link
- Heavy D & the Boyz-Peaceful Journey at Discogs